# جشنواره فیلم‌های ایرانی استرالیا
جشنواره فیلم‌های ایرانی استرالیا (IFFA) یکی از جشنواره‌های فیلم است که در استرالیا با محوریت فیلم‌های ایرانی برگزار می‌شود. IFFA در سال ۲۰۱۱ تأسیس شد و اکنون در دهمین سال فعالیت خود قرار دارد. بسیاری از ایرانیان آن را یکی از رویدادهای مهم فرهنگی ایرانیان در استرالیا می‌دانند. IFFA تنها جشنواره سراسری در استرالیا است که به فیلم‌های ایرانی اختصاص دارد.
میزبان این جشنواره، مرکوری سی. ایکس است. فیلم ابد و یک روز سعید روستایی در جشنواره ۲۰۱۶ برنده جایزه شبکه ارتقای سینمای آسیا شد.